# Campinas
Campinas város Brazíliában, São Paulo államban, a Campinasi főegyházmegye érseki székvárosa. São Paulo központjától 75 km-re ÉNy-ra fekszik. Lakossága 1,1 millió fő volt 2012-ben.
Gyorsan fejlődő, modern nagyváros. Számos multinacionális vállalat - köztük több elektronikai, informatikai cég - székhelye. Fő gazdasági ágazatok a gépgyártás (személyautók, motorkerékpárok, számítógépek stb.), textilipar, papíripar, továbbá a mezőgazdasági termények feldolgozása. Jelentős a vegyipar.

## Népesség
A település népességének változása:
| Lakosok száma | 847 595 | 969 396 | 1 080 113 | 1 164 098 | 1 213 792 | 1 139 047 |
|               | 1991    | 2000    | 2010      | 2015      | 2020      | 2022      |

## Fordítás
- Ez a szócikk részben vagy egészben  a   Campinas című angol Wikipédia-szócikk fordításán alapul.  Az eredeti cikk szerkesztőit annak laptörténete sorolja fel. Ez a jelzés csupán a megfogalmazás eredetét és a szerzői jogokat jelzi, nem szolgál a cikkben szereplő információk forrásmegjelöléseként.